# Gabriel Hernández i Paz
Gabriel Hernández i Paz (Barcelona, 2 de gener de 1975) és un exjugador i entrenador de waterpolo català.

## Història
Hernández va néixer a Barcelona el 2 de gener de 1975. Va començar a jugar a waterpolo als onze anys al club del seu barri, la Unió Esportiva d'Horta. Posteriorment ha jugat als millors equips catalans, Club Natació Catalunya i Club Natació Barcelona, abans de marxar a Madrid amb el Canoe i a Itàlia amb el Pescara, per tornar a Catalunya a jugar amb el CN Atlètic Barceloneta.
El seu moment culminant fou al Campionat del Món de Fukuoka 2001 on es convertí en l'estrella de la selecció espanyola guanyadora de la medalla d'or, marcant tres dels quatre gols de l'equip a la final i sent nomenat jugador més valuós. En canvi, un dels moments més amargs, que quasi el porta a abandonar el waterpolo, fou el 1996, quan va quedar fora de la selecció que posteriorment fou campiona olímpica.
Fora de l'esport té estudis en administració i direcció d'empreses.

## Palmarès

### Pel que fa a clubs,
- Copa LEN: 1 (1995)
- Lliga espanyola: 5 (1994, 1995, 1996, 1999, 2000)
- Copa espanyola: 3 (1994, 1995, 1996)

### A nivell de selecció
- Medalla d'or al Campionat del Món de Perth 1998
- Medalla d'or al Campionat del Món de Fukuoka 2001
- Medalla d'argent al Campionat del Món de Roma 1994
- Medalla de bronze al Campionat d'Europa de Shefield 1993
- Medalla d'argent a la Lliga Mundial 2002
- Medalla de bronze als Jocs del Mediterrani de Bari 1997
- Medalla d'or al Campionat del Món Júnior de Long Beach 1991
- Medalla d'argent al Campionat del Món Júnior del Caire 1993
- Medalla d'argent al Campionat d'Europa Júnior de Sopron 1992
- Medalla de bronze al Campionat d'Europa Júnior de Bratislava 1994